# 巴尔伯雷什
巴尔伯雷什（法語：Barberêche，法語發音：[baʁbəʁɛʃ]，[baʁbəˈʁɛtsə] ⓘ）是瑞士弗里堡州的一个旧市镇，位於該國西部，面積9.13平方公里，海拔高度569米，截至2015年12月总人口为527人。

## 外部連結
- Barberêche's Official Website （法文） （德文）
- Aerial photos of Barberêche Castle （页面存档备份，存于）
- Petit-Vivy Castle （页面存档备份，存于） （法文）
- Grand-Vivy Castle （页面存档备份，存于） （法文）